# Роберто Бонінсенья
Робе́рто Бонінсе́нья (італ. Roberto Boninsegna, * 13 листопада 1943, Мантуя) — колишній італійський футболіст, нападник. По завершенні ігрової кар'єри — футбольний тренер.

## Клубна кар'єра

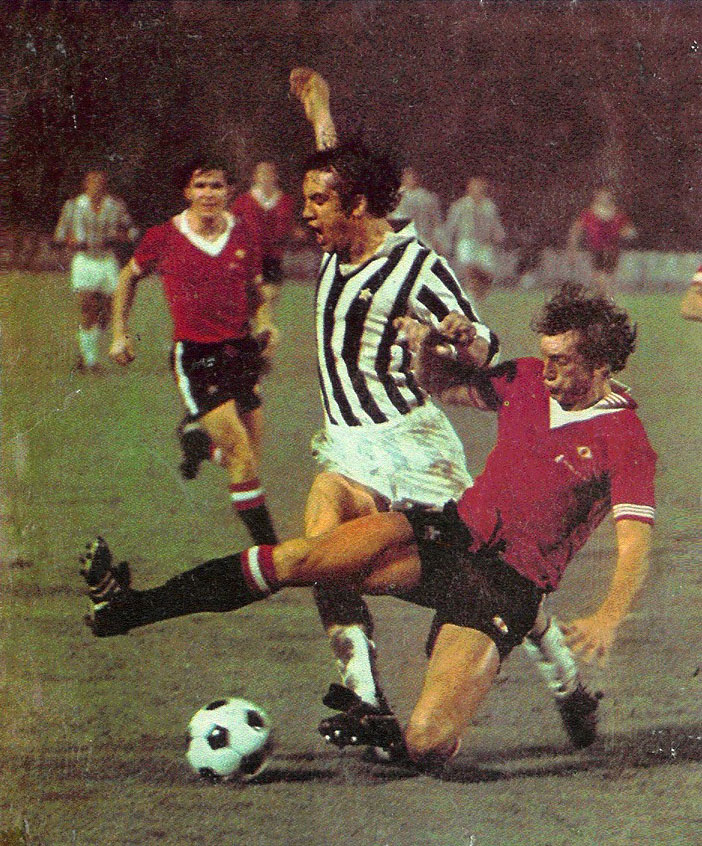
Бонінсенья атакує у грі «Ювентуса» проти «Манчестер Юнайтед» у Кубку УЄФА 1976—1977

Вихованець футбольної школи клубу «Інтернаціонале».
У дорослому футболі дебютував 1963 року виступами за команду клубу «Прато», в якій провів один сезон, взявши участь у 22 матчах чемпіонату.
Згодом з 1964 по 1969 рік грав у складі команд клубів «Потенца», «Варезе» та «Кальярі».
Своєю грою за останню команду повернув увагу представників тренерського штабу клубу «Інтернаціонале», до складу якого приєднався 1969 року. Відіграв за «нераззуррі» наступні сім сезонів своєї ігрової кар'єри. Більшість часу, проведеного у складі «Інтернаціонале», був основним гравцем атакувальної ланки команди. У складі «Інтернаціонале» був одним з головних бомбардирів команди, маючи середню результативність на рівні 0,57 голу за гру першості. За цей час виборов титул чемпіона Італії. Двічі ставав найкращим бомбардиром сезону в чемпіонаті Італії.
Протягом 1976—1979 років захищав кольори клубу «Ювентус». Протягом цих років додав до переліку своїх трофеїв ще два титули чемпіона Італії, ставав володарем Кубка Італії, володарем Кубка УЄФА. Сезон 1978-79 провів у складі команди клубу «Верона».
Завершив професійну ігрову кар'єру у клубі «В'яданезе» з Серії B, за команду якого виступав протягом 1980—1981 років.

## Виступи за збірну
1967 року дебютував в офіційних матчах у складі національної збірної Італії. Протягом кар'єри у національній команді, яка тривала 8 років, провів у формі головної команди країни 22 матчі, забивши 9 голів. У складі збірної був учасником чемпіонату світу 1970 року у Мексиці, де разом з командою здобув «срібло», чемпіонату світу 1974 року у ФРН.

## Кар'єра тренера
Розпочав тренерську кар'єру, повернувшись до футболу після невеликої перерви, 1989 року, працював з італійськими юнацькими, молодіжними збірними та збірною командою з гравців Серії C.
Наразі останнім місцем тренерської роботи був клуб «Мантова», команду якого Роберто Бонінсенья очолював як головний тренер протягом 2001—2003 років.
| Дата       | Місто           | Господарі  | Результат  | Гості    | Турнір                | Голи | Примітки         |
| ---------- | --------------- | ---------- | ---------- | -------- | --------------------- | ---- | ---------------- |
| 18/11/1967 | Берн            | Швейцарія  | 2 – 2      | Італія   | Відбір до ЧЄ 1968     | -    |                  |
| 03/06/1970 | Толука-де-Лердо | Італія     | 1 – 0      | Швеція   | ЧС 1970 - 1-й етап    | -    |                  |
| 06/06/1970 | Пуебла          | Італія     | 0 – 0      | Уругвай  | ЧС 1970 - 1-й етап    | -    |                  |
| 11/06/1970 | Толука-де-Лердо | Італія     | 0 – 0      | Ізраїль  | ЧС 1970 - 1-й етап    | -    |                  |
| 14/06/1970 | Толука-де-Лердо | Італія     | 4 – 1      | Мексика  | ЧС 1970 - чвертьфінал | -    |                  |
| 17/06/1970 | Мехіко          | Італія     | 4 – 3 д.ч. | ФРН      | ЧС 1970 - півфінал    | 1    |                  |
| 21/06/1970 | Мехіко          | Бразилія   | 4 – 1      | Італія   | ЧС 1970 - Фінал       | 1    | замінений на 84' |
| 08/12/1970 | Флоренція       | Італія     | 3 – 0      | Ірландія | Відбір до ЧЄ 1972     | 1    |                  |
| 20/02/1971 | Кальярі         | Італія     | 1 – 2      | Іспанія  | товариський матч      | -    |                  |
| 10/05/1971 | Дублін          | Ірландія   | 1 – 2      | Італія   | Відбір до ЧЄ 1972     | 1    |                  |
| 09/06/1971 | Стокгольм       | Швеція     | 0 – 0      | Італія   | Відбір до ЧЄ 1972     | -    |                  |
| 25/09/1971 | Генуя           | Італія     | 2 – 0      | Мексика  | товариський матч      | 2    |                  |
| 09/10/1971 | Мілан           | Італія     | 3 – 0      | Швеція   | Відбір до ЧЄ 1972     | 1    |                  |
| 20/11/1971 | Рим             | Італія     | 2 – 2      | Австрія  | Відбір до ЧЄ 1972     | -    |                  |
| 04/03/1972 | Афіни           | Греція     | 2 – 1      | Італія   | товариський матч      | 1    |                  |
| 13/05/1972 | Брюссель        | Бельгія    | 2 – 1      | Італія   | Відбір до ЧЄ 1972     | -    |                  |
| 17/06/1972 | Бухарест        | Румунія    | 3 – 3      | Італія   | товариський матч      | -    | замінений на 70' |
| 08/06/1974 | Відень          | Австрія    | 0 – 0      | Італія   | товариський матч      | -    |                  |
| 23/06/1974 | Штутгарт        | Польща     | 2 – 1      | Італія   | ЧС 1974 - 1-й етап    | -    | вийшов на 46'    |
| 28/09/1974 | Загреб          | Югославія  | 1 – 0      | Італія   | товариський матч      | -    |                  |
| 20/11/1974 | Роттердам       | Нідерланди | 3 – 1      | Італія   | Відбір до ЧЄ 1976     | 1    |                  |
| 29/12/1974 | Генуя           | Італія     | 0 – 0      | Болгарія | товариський матч      | -    |                  |
| Усього     |                 | Матчів     | 22         |          | Голів                 | 9    |                  |

## Титули та досягнення

### Командні
- Чемпіон Італії (3):

«Інтернаціонале»: 1970-71
«Ювентус»: 1976-77, 1977-78
- Володар Кубка Італії (1):

«Ювентус»: 1978-79
- Володар Кубка УЄФА (1):

«Ювентус»: 1976-77
- Віце-чемпіон світу: 1970

### Особисті
- Найкращий бомбардир Серії A (2):

1970-71 (24)
1971-72 (22)
- Найкращий бомбардир Кубка Італії (1):

1971-72 (8)